# Gretje Ahlrichs
Gretje Ahlrichs (* 15. Oktober 1917 in Lütetsburg; † 6. März 2012 in Mannheim) war eine Telefonistin, die bei Kriegsende in Mannheim eine wichtige Rolle bei der Übergabe der Stadt an die amerikanischen Truppen spielte.

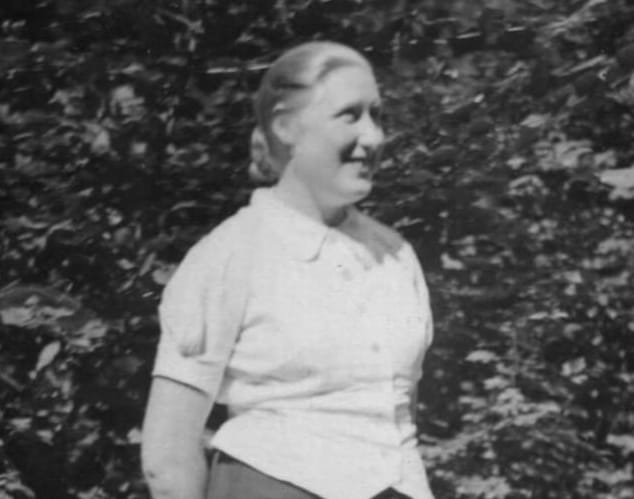
Gretje Ahlrichs, ca. 1940

## Leben
Die in Ostfriesland geborene Gretje Ahlrichs arbeitete als Angestellte der Verkaufsabteilung der Mannheimer Stadtwerke. Im Januar 1945 wurde sie als Telefonistin eingesetzt. Als am 28. März 1945 die amerikanischen Truppen über den Käfertaler Wald auf Mannheim vorrückten, wurden sie vom Betriebsleiter des Käfertaler Wasserwerks Heinrich Friedmann auf die einzige noch intakte Telefonverbindung zur Zentrale der Städtischen Werke in K 5 aufmerksam gemacht. Für diese Verbindung war Gretje Ahlrichs verantwortlich. 
So wurde sie zur Ansprechpartnerin für den 1937 aus Breslau in die USA emigrierten amerikanischen Militärarzt Franz Steinitz, der mit den Verhandlungen zur Übergabe Mannheims beauftragt war. Steinitz bat Ahlrichs, Kontakte zu mit zu Übergabeverhandlungen ermächtigten Vertretern der Stadt herzustellen. Dies gelang erst am nächsten Morgen, als Ahlrichs den Amerikanern mitteilen konnte, dass die letzten deutschen Truppenverbände die Stadt verlassen hätten und sie den Bauamtmann Peter Nikolaus Quintus ans Telefon holen konnte, der Mannheim schließlich den Amerikanern übergab. 
Mannheim galt als die erste Stadt, die per Telefon kapituliert hatte und übergeben wurde.  
Nach Kriegsende kehrte Gretje Ahlrichs an ihre alte Stelle in der Verkaufsabteilung der Stadtwerke zurück. Im Mai 1945 nahm Franz Steinitz vor seiner Rückkehr in die USA nochmals Kontakt auf zu Gretje Ahlrichs, weil er sie persönlich kennenlernen wollte. 
1968 folgte ein offizielles Zusammentreffen im Rahmen eines Empfangs für Steinitz durch den damaligen Oberbürgermeister Hans Reschke im Mannheimer Rosengarten. Steinitz hatte ausdrücklich darum gebeten, auch Gretje Ahlrichs einzuladen. 

## Ehrungen
Im September 2017 wurde die ehemalige Eduard-Spranger-Schule in Gretje-Ahlrichs-Schule umbenannt. Ahlrichs verkörpere in besonderer Weise das Selbstverständnis und Leitbild der Schule, in dem Hinschauen und Handeln sowie die Übernahme von Verantwortung eine bedeutende Rolle spielen.
Im Juni 2005 ehrte die US Army Gretje Ahlrichs für ihre Mitwirkung an der Kapitulation.

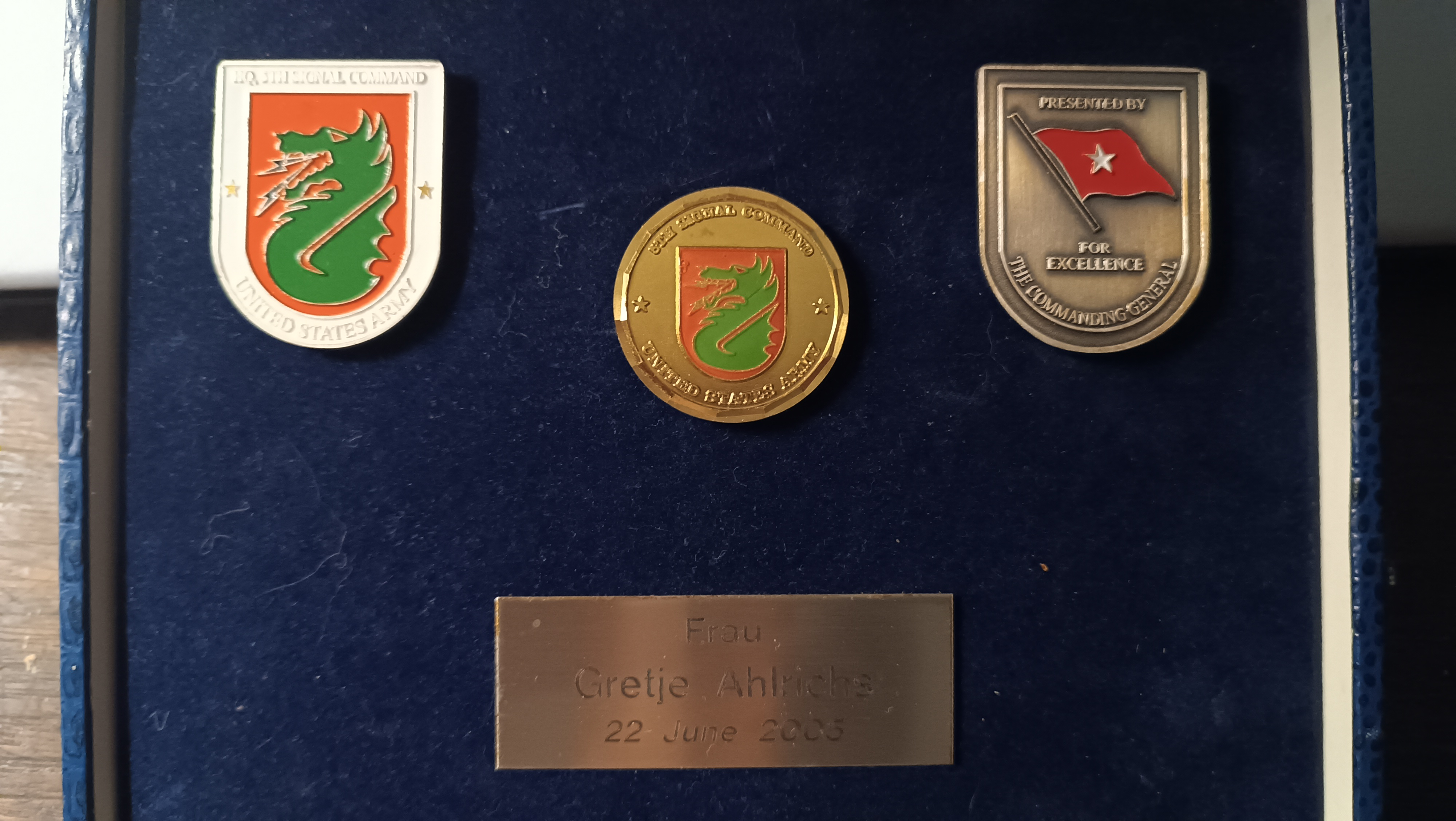
Überreicht vom Kommandierenden Offizier des 5th Signal Command an Gretje Ahlrichs für besondere Verdienste im Zusammenhang mit der Kapitulation der Stadt Mannheim 1945